# Средневековая драма
Средневековая драма — наиболее богато представленной в литературных памятниках и развитой формой драматического творчества западно-европейского средневековья является литургическое действо и вырастающие из него драматические жанры.
Отсюда — часто встречающееся определение средневековой драмы в целом, как созданного церковью в своих целях орудия христианской пропаганды, символического выражения католической догмы. Эту концепцию средневековой (не шуточной) драмы можно найти не только в старой литературе вопроса, но и в новейших, подводящих итоги исследованию, обзорах.
Литургическое действо, по словам Штаммлера (статья в «Reallexikon der deutschen Literaturgeschichte», 1925-1926), вырастает из «стремления всё снова повторять в чётких символах и запечатлевать в верующей массе спасительные истины христианства». В действительности однако развитие средневековой драмы представляется значительно более сложным.
Прежде всего, история литургического действа не покрывает всей драматической продукции средневековья. За её пределами остается, с одной стороны, такое своеобразное явление, как литературная драма (Lesedrama) X века — подражания Теренцию Гротсвиты Гандерсгеймской, представляющие интересный пример ассимиляции господствующим сословием — аристократически-клерикальной верхушкой — форм римской комедии для задач христианской пропаганды, правда, так и не оказавшие непосредственного влияния на дальнейшее развитие средневекового театра.
С другой стороны, эволюция диалогических форм в средневековой литературе и появление таких произведений, как драматизованной пасторали «Jeu de Robin et Marion» «горбуна из Арраса» (XIII век), свидетельствует о «светских» и даже «куртуазных» источниках творчества буржуазных поэтических объединений того времени (puy), сыгравших в то же время видную роль в позднейшем развитии литургических жанров.
Наконец такие явления, как монологические и диалогические фаблио, представляющие первый шаг к их позднейшей драматизации («De clerico et puella» (XIII век), «Le garçon et l’Aveugle» (XIII век)], как позднейшее оформление карнавальных игр (Fastnachtspiele), указывают на сосуществование с литургическим действом скоморошеского действа, наследия «языческого» мима, оказавшего существенное влияние на введение комического элемента в литургическую драму и его дальнейшее развитие.
Правда, драматическая продукция этого типа представлена лишь в случайных, редких и сравнительно поздних памятниках; но отсутствие записи является здесь вполне естественным, поскольку скоморошеским действом обслуживались преимущественно общественные группы, остававшиеся за пределами письменной культуры.
С другой стороны, вряд ли приходится сомневаться, что для своего успеха церкви приходилось учитывать «социальный заказ» этих групп, причем значение этого «заказа» усиливалось по мере того, как литургическое действо отходило от алтаря к паперти, а с паперти переходило на площадь. К тому же ни одно из сословий средневековья — и прежде всего клирики — не представляло однородной, сплоченной общностью экономических интересов, общественной группы: интересы сословия, верхи которого являлись феодальными сеньорами — князьями церкви (отображением их националистических тенденций к независимости является, например, Ludus de Antechristo), а низы образовали одну из основных частей средневекового люмпен-пролетариата, расходились весьма далеко; и расхождение их усиливалось по мере распада феодального общества, роста городов и развития торгового капитала: интересы городского духовенства были ближе к интересам горожанина-купца, чем ваганта-клирика.
В этом отношении показательно, например, как в «паломнических поэмах» средневековья — поэмах, прославляющих, в целях привлечения паломников, какой-либо местный религиозный центр — восхваление святынь часто соединяется с восхвалением самого города, его хороших дорог, его богатых лавок и обходительных купцов. Неудивительно поэтому, что в развитии литургического действа можно отметить все более усиливающееся отображение интересов и настроений третьего сословия, преимущественно городской его части, и что развитие это завершается в начале реформационных битв использованием третьим сословием наследия литургической драмы как орудия борьбы с церковью.
Истоки литургического действа бесспорно связаны с театрализацией церковной службы в чисто культовых целях (о влиянии здесь восточных мистических действ через культы восточных церквей — египетских, сирийской, греческой (смотрите «Мистерия»).
Определяющими здесь стали два момента: обогащение церковной службы как зрелища созданием специфических декоративных установок (ясли на Рождество, гроб на Пасху) и введение диалогических форм в исполнение евангельского текста (так называемые респонсории, распределяющие пение текста между двумя полухорами или священником и общиной, и возникающие в X веке тропы, перефразирующие текст при повторении той же мелодии).
При перенесении исполнения текста на участников зрелищной установки (клириков, мимирующих пастухов у яслей или жен-мироносиц и ангела у гроба) создавалась простейшая форма литургического действа. Дальнейшее развитие сюжетики литургического действа, постепенно перерастающего в религиозную драму, достигается прежде всего компиляцией наиболее легко драматизуемых эпизодов Евангелия.
Так в рождественском действе к эпизоду поклонения пастухов присоединяется выход повивальных бабок (согласно средневековой традиции, — свидетельниц девственности богородицы), беседа Марии и Иосифа, пестующих младенца, эпизод поклонения волхвов (первоначально представлявшийся отдельно в праздник крещения — 6 января), в свою очередь обогащенный эпизодами Ирода, избиения младенцев, плача Рахили (символизирующей осиротевших матерей) и бегства в Египет. В пасхальном действе эпизоды жен-мироносиц и ангела комбинируются с эпизодом бега апостолов Петра и Иоанна к гробу, эпизодом Марии Магдалины, выходами Пилата, иудеев и стражников, наконец со сценами нисхождения в ад и драматизацией самого акта распятия Христа.
К драматизации евангельской фабулы присоединяется затем драматизация эпизодов Библии, трактовавшихся церковной традицией как своего рода пролог к евангельским сценам (сотворение мира, восстание сатаны и грехопадение), а также драматизация легендарного материала, в частности легенд о пришествии антихриста.
Дальнейшее развитие религиозной драмы после отделения её от церковной службы характеризуется всё более реалистической трактовкой, расширением комического и сатирического элемента и дифференциацией драматических жанров. Реалистическая трактовка выражается прежде всего в постепенном отказе от культового латинского языка, доступного только клирикам, и в переходе на народный язык (в первой половине XII века во Франции, на переломе XII-XIII веков в Германии); культовый язык ограничивается лишь вводимыми в текст церковными песнопениями, тогда как все речи действующих лиц ведутся на народном языке: в сохранившихся текстах отражены все этапы этого развития — чисто латинские, латинско-народные и чисто народные религиозные драмы.
Далее, реалистическая трактовка сказывается во всё более богатом бытовом материале, вводимом в оформление религиозного сюжета: во французских мираклях XIV века, в немецких «Страстях» XV века на сцену добросовестно переносится во всех её деталях бытовая обстановка современного горожанина; сцена, например, распятия в немецких мистериях повторяет со всеми подробностями публичную казнь XV века, святой Иосиф в староанглийской мистерии, собираясь бежать в Египет, ворчит на жену и с бережной нежностью укладывает «свой малый струмент» — точный образ английского ремесленника.
Если церковь и налагала запрет на слишком вольную трактовку главных действующих лиц евангельской фабулы, то все же в ней оставалось достаточно персонажей и эпизодов, дававших место комическому элементу. Ирод и Пилат, иудеи и стражники, даже пастухи, апостолы (бег апостолов наперегонки у «гроба господня») и святой Иосиф (воркотня и перебранка с девой Марией) и, в особенности, дьявол и его слуги представляли достаточный материал для комики; характерно (осуществлявшееся уже очень рано) введение в фабулу специальных комических эпизодов, как, например, в рождественском действе сцены потасовки между пастухами (сцена Мака в вудкиркской мистерии) или покупки женами-мироносицами мира у пронырливого торговца в пасхальном действе (излюбленная в немецких мистериях Krämerszene). По мере развития религиозной драмы эти сцены, разрабатываемые в манере фаблио, приобретают всё больший удельный вес, обособляясь в конце концов в самостоятельные комические пьесы.
Если, как указывалось выше, появление первых светских пьес совпадает с первыми выступлениями поэтов третьего сословия (диалоги Рютбёфа, «jeux» Адама де ла Галль), то дальнейшая дифференциация драматических жанров средневековья совпадает с началом расцвета городской культуры торгового капитала.
Это усвоение и развитие новым сословием форм чуждой, уже отмирающей культуры наблюдается почти во всех областях литературного творчества, — например, пышный расцвет религиозной лирики в те же эпохи: в своей борьбе с непосредственным врагом — феодальной аристократией — горожанин, культурно ещё слишком слабый, охотно прибегает к наиболее импонирующим ему формам старой, во многом враждебной рыцарству сословной культуры — культуры духовенства.
Большая религиозная драма в XV веке повсеместно становится достоянием организаций города — цехов, гильдий и т. п. организаций (иногда, как в Париже, создававшихся специально для театральных постановок), которые одни только и могли — при постепенном оскудении монастырей — окупать дорогостоящие постановки.
Этот переход, окончательно выводящий большую религиозную драма на площадь города и передающий исполнение её ролей горожанам (за клириками сохранялись роли наиболее почитаемых действующих лиц — Христа, Марии — или, в основном, только режиссура), вносит новые характерные черты в оформление самой драмы: усложнение декоративного и сценического оформления — это столь типичное для расцвета культуры торгового капитала тяготение к роскоши, нагромождение бесконечного множества деталей, порой напоминающего искусство Барокко, и наконец использование массы; число действующих лиц возрастает до нескольких сот, а введение массовых сцен позволяет достигать прежде неизвестных эффектов.
Возрастает и реализм трактовки, тематика зачастую принимает светский характер («Осада Орлеана», около 1429, популяризация в драме куртуазной тематики — «Разрушение Трои» Жака Милле, 1450—1452).
Малая форма религиозной драмы с её ярко бытовой окраской, созданная уже за пределами церкви, в буржуазных поэтических объединениях (puy) богатых городов Франции, — миракль — уступает в дальнейшем место зародившейся одновременно с ней аллегорически-дидактической моралите, дающей (наряду с традиционной библейской тематикой) больший простор для светской тематики — практической морали, правил поведения (в «Осуждении пиршества», например, фигурируют персонификации не только болезней, но и лечебных средств, вплоть до «Кровопускания» и «Клистира»), иногда даже чисто бытовых сцен, и вместе с тем легко превращаемой в орудие политической сатиры и религиозной борьбы.
Аллегорически-дидактический характер носят и другие формы светской драмы, достигающей в эту эпоху своего полного развития и частью выделяющейся из комических интерлюдий литургических драм, частью продолжающей мало засвидетельствованную в памятниках, но все же существовавшую традицию. Таковы: во Франции — соти — сатирический жанр, от пародии церковной службы переходящий к политической и социальной сатире, и фарс — от латинского «farsa» — «начинка», то есть интерлюдия серьёзной драмы, — в котором третье сословие впервые создает свою бытовую и социальную комедию и который продолжает бытовать до XVII века, оказывая влияние и на литературную комедию классицизма.
Параллель этим жанрам (а также и аллегорической моралите) образует немецкий Fastnachtspiel, получающий литературное оформление у мейстерзингеров XV-XVI веков, в том числе у Ганса Сакса.
Предел развитию средневековой серьёзной драмы было положено отнюдь не началом Реформации, как это рисуется в старых историях литературы. Напротив, протестанты делают ряд попыток использовать в своих целях даже большую религиозную драму (протестантская немецкая мистерия врача Jakob Ruef, английские протестантские мистерии, составленные по заказу Кромвеля John Bale), тогда как аллегорически-дидактические малые жанры становятся излюбленным орудием в возгоревшейся борьбе.
Предел развития средневековой драмы налагается усвоением Ренессансом и Реформацией форм античной трагедии, окончательно укрепляющихся в драме классицизма. Мистерия, подвергающаяся запрету со стороны не только протестантских, но и католических властей, используется в качестве педагогического орудия в школе, спускается в слои зажиточного крестьянства, где продолжает бытовать до XIX века; более стойкими оказываются малые аллегорически-дидактические жанры, оказывающие влияние (как уже указывалось выше) и на творчество гуманистов.
В статье использован текст из Литературной энциклопедии 1929—1939, перешедший в общественное достояние, так как автор — Р. Шор — умер в 1939 году. 